# Templo Mayor
Templo Mayor (špansko za Veliki tempelj) je bil glavni tempelj ljudstva Mexica v njihovem glavnem mestu Tenochtitlan, ki je danes Ciudad de México. Njegov arhitekturni slog spada v pozno postklasično obdobje Mezoamerike. Tempelj se je v jeziku nahuatl imenoval  Huēyi Teōcalli (we:ˈi teoːˈkali). Hkrati je bil posvečen Huitzilopochtliju, bogu vojne in Tlalocu, bogu dežja in kmetijstva, od katerih je vsak imel svetišče na vrhu piramide z ločenimi stopnicami. Konica v središču priložene podobe je bila posvečena Quetzalcoatlu v obliki boga vetra Ehecatlu. Veliki tempelj, posvečen Huitzilopochtliju in Tlalocu, velikosti približno 100 x 80 m ob njegovem dnu, je obvladoval svetišče. Gradnja prvega templja se je začela nekje po letu 1325 in je bil šestkrat obnovljen. Tempelj so leta 1521 uničili Španci, da bi naredili prostor za novo stolnico.
Zócalo ali danes glavni trg Ciudad de Méxica je bil razvit jugozahodno od tega arheološkega najdišča, ki je v bloku med ulicama Seminario in Justo Sierra. Najdišče je del zgodovinskega središča Ciudad de Méxica, ki je bilo leta 1987 vpisano na Unescov seznam svetovne dediščine. Leta 2017 ga je obiskalo 801.942 obiskovalcev.

## Odkritje in izkopavanja
Po uničenju Tenochtitlana so Templo Mayor, tako kot večino preostalega mesta, razstavili in območje prenovili z novimi strukturami španskega kolonialnega mesta. Točna lokacija templja je bila pozabljena. Do 20. stoletja so znanstveniki že vedeli kje ga iskati. To je temeljilo na arheološkem delu, opravljenem konec 19. stoletja in prvi polovici 20. stoletja. Leopoldo Batres je konec 19. stoletja opravil nekaj izkopavanj pod metropolitansko stolnico v Ciudad de Méxicu, ker so takrat raziskovalci menili, da je bila stolnica zgrajena nad ruševinami templja.
V prvih desetletjih 20. stoletja je Manuel Gamio našel del jugozahodnega vogala templja in njegove najdbe so bile javno razstavljene. Vendar odkritje ni povzročilo velikega zanimanja javnosti za nadaljnja izkopavanja, ker je bilo območje stanovanjsko območje višjega razreda. Leta 1933 je Emilio Cuevas našel del stopnišča in grede. Leta 1948 sta Hugo Moedano in Elma Estrada Balmori izkopala ploščad, ki vsebuje kačje glave in daritve. Leta 1966 sta Eduardo Contreras in Jorge Angula izkopala skrinjo s daritvami, ki jih je najprej raziskal Gamio.
Pobuda za popolno izkopavanje najdišča je prišla šele konec 20. stoletja. 21. februarja 1978 so delavci elektro podjetja kopali prostor v mestu, takrat popularno znano kot otok psov. Ime je dobil zato, ker je bil rahlo dvignjen v preostalem delu soseske, med poplavami pa so se tam zbirali ulični psi. Nekaj več kot dva metra navzdol so kopači zadeli predšpanski monolit. Izkazalo se je, da je to velik disk s premerom več kot 3,25 metra, debeline 30 centimetrov in težo 8,5 metrične tone. Relief na kamnu je bil kasneje določen kot Coyolxauhqui, Huitzilopochtlijeva sestra, in je bil datiran v konec 15. stoletja.
Od leta 1978 do 1982 so strokovnjaki pod vodstvom arheologa Eduarda Matosa Moctezume delali na projektu izkopavanja templja. Začetna izkopavanja so pokazala, da so bili številni artefakti v dovolj dobrem stanju za preučevanje.  Prizadevanja so se združila v projekt Templo Mayor, ki je bil odobren s predsedniškim odlokom.
Za izkopavanje je bilo treba na tem območju porušiti 13 stavb. Devet od teh je bilo zgrajenih v 1930-ih, štiri pa iz 19. stoletja in so ohranili kolonialne elemente. Med izkopavanji je bilo najdenih več kot 7000 predmetov, večinoma daritev, vključno s podobami, glinenimi lonci v podobi Tlaloca, okostja želv, žab, krokodilov in rib; polževe lupine, korale, nekaj zlata, alabastra, figurice Mistekov, keramične žare iz Veracruza, maske iz današnje države Guerrero, bakrene ropotuljice ter okrašene lobanje in nože iz obsidijana in kremena. Ti predmeti so zdaj shranjeni v muzeju Templo Mayor. Ta muzej je rezultat dela, opravljenega v zgodnjih 1980-ih, da bi rešili, ohranili in raziskali Templo Mayor, njegovo sveto območje in vse predmete, povezane z njim. Muzej obstaja zato, da je vse najdbe na voljo javnosti.

## Zgodnja različica
Izkopano mesto je sestavljeno iz dveh delov: samega templja, izpostavljenega in označenega za prikaz različnih stopenj njegovega razvoja, skupaj z nekaterimi drugimi povezanimi stavbami in muzeja, zgrajenega za namestitev manjših in bolj krhkih predmetov.
Azteške templje so običajno razširili z gradnjo starejšega templja, pri čemer so večji del prvega uporabili kot podlago za slednjega, saj so si kasnejši vladarji prizadevali razširiti tempelj, da bi odražal naraščajočo veličino mesta Tenochtitlan. Zato nas izkopavanje tega templja vrača v preteklost. Prvi tempelj so Azteki začeli leto po ustanovitvi mesta, tempelj pa so šestkrat obnavljali. Vseh sedem stopenj Templo,Mayor razen prve, so bile izkopane in dodeljene vladavini cesarjev, ki so bili zanje odgovorni.
Gradnja prvega Templo Mayor se je začela nekje po letu 1325. Ta prvi tempelj je znan le po zgodovinskih zapisih, ker visoka vodna gladina stare struge preprečuje izkopavanje. Po teh zapisih je bila prva piramida zgrajena iz zemlje in pokvarljivega lesa, ki do danes morda ni preživel.
Drugi tempelj je bil zgrajen v času vladanja Acamapichtlija, Huitzilihuitla in Chimalpopoca med letoma 1375 in 1427. Zgornji del tega templja je bil izkopan, na severni strani pa sta izpostavljeni dve kamniti svetišči, pokritih s štukaturo. Odkrita je bila tudi chacmool (posebna oblika predkolumbovske mezoameriške skulpture, ki prikazuje ležečo postavo z glavo, obrnjeno 90 stopinj napre, ki se opira na komolce in ima na trebuhu skledo ali disk). Na južni strani je žrtveni kamen, imenovan téchcatl in izklesan obraz.
Tretji tempelj je bil zgrajen med letoma 1427 in 1440 v času vladavine Itzcoatla. Stopnišče z osmimi kamnitimi nosilci praporov iz te stopnje nosi glif z letnico (1431). Ti nosilci praporov delujejo kot "božanski bojevniki", ki varujejo dostop do zgornjih svetišč.
Četrti tempelj je bil zgrajen med letoma 1440 in 1481 v času vladavine Moctezume I. in Axayacatla. Ta stopnja velja za najbogatejšo med arhitekturnimi okraski in skulpturami. Večina daritev iz izkopavanj je iz tega časa. Veliko ploščad so krasile kače in žare, nekatere so v obliki opic, druge pa v obliki Tlaloca. V tem času je bilo stopnišče do svetišča Tlaloc določeno s pari valovitih kač, sredi tega svetišča pa je bil majhen oltar, ki ga je definiral par izklesanih žab. Iz tega časa izvira tudi krožni monolit Coyolxauhqui.
Peti tempelj (1481–1486) je datiran v čas kratke vladavine Tizoca. V teh petih letih so ploščad odkrili v štukaturi in slovesni trg tlakovali.
Šesti tempelj je bil zgrajen v času vladavine Ahuizotla. Dokončal je nekatere posodobitve, ki jih je naredil Tizoc, in naredil svoje; kot je prikazano na rezbariji spominskega kamna huei teocalli, ki prikazuje dva tlatoqueha, ki praznujeta odprtje templja v zadnjem dnevu meseca Panquetzaliztli, posvečenega Huitzilopochtliju; dan 7 acatl leta 8 acatl (19. december 1487). Sveto okrožje je bilo obzidano in ta zid je bil okrašen s kačjimi glavami. Zgradil je tri svetišča in hišo orlovih bojevnikov.

## Končna različica
Sedmi in zadnji tempelj so Hernán Cortés in njegovi možje videli, ko so leta 1519 prispeli v Tenochtitlan. Zelo malo tega sloja je ostalo zaradi uničenja, ki so ga Španci naredili, ko so vdrli v mesto. Še vedno je vidna le ploščad na severu in del tlakovca na dvorišču na južni strani.
Večina tega, kar je znanega o tem templju, temelji na zgodovinskih zapisih. Takrat je bil največje in najpomembnejše aktivno ceremonialno središče. Fray Bernardino de Sahagún je poročal, da ima sveto območje 78 stavb; nad vsemi se je povzpel Templo Mayor.
Piramida je bila sestavljena iz štirih poševnih teras s prehodom med vsakim nivojem, na vrhu velike ploščadi, ki je merila približno 80 x 100 metrov. Imel je dve stopnišči za dostop do dveh svetišč na zgornji ploščadi. Eno je bilo posvečeno Tlalocu, bogu vode na levi strani (ko se sooča s strukturo), druga pa Huitzilopochtliju, božanstvu vojne in sonca, na desni strani. Oba templja sta bila visoka približno 60 metrov in vsak je imel velike žare, kjer so neprestano goreli sveti ognji. Vhod v vsak tempelj je imel kipe robustnih in sedečih moških, ki so podpirali nosilce praporov in prapore iz ročno izdelanega lubja. Vsako stopnišče je bilo obdano z balustradami ob stopnicah, ki se končajo z grozljivimi kačjimi glavami na dnu. Ta stopnišča so uporabljali le duhovniki in žrtvovani ljudje. Celotna stavba je bila prvotno prekrita s štukaturo in pobarvano.
Božanstva so bila nameščena v templju, od zunaj zakrita z zavesami. Huitzilopochtlijev idol je bil oblikovan iz semen amaranta, skupaj z medom in človeško krvjo. Znotraj njega so bile vrečke, ki so vsebovale žad, kosti in amulete, da bi Bogu dali življenje. Ta figura je bila zgrajena vsako leto in je bila bogato oblečena in opremljena z zlato masko za njegov festival, ki je potekal v asteškem mesecu Panquetzaliztli. Ob koncu festivala je bila podoba razdeljena med prebivalstvo, ki so to morali pojesti.
Cortés je v svojem opisu mesta zapisal, da sta bila on in drugi Španci navdušeni nad številom in veličastnostjo templjev, zgrajenih v Tenochtitlanu, vendar je to ublažil prezir do njihovih prepričanj in človeških žrtev.
14. novembra 1519 je Cortes zajel cesarja Moctezuma II. in odredil uničenje vseh verskih relikvij Aztekov. Naročil je postaviti katoliški križ v Templo Mayor. Medtem ko je Cortes odšel v Veracruz, da bi se soočil s Španci, ki so ga želeli aretirati, je Pedro de Alvarado izvedel za načrt napada na Špance in izvedel preventivni napad na Azteke v svetišču, medtem ko so praznovali verski praznik. Brez orožja in ujeti v svetem predelu, je bilo po ocenah ubitih 8000–10.000 Azteških plemičev. Ko se je glas o poboju razširil po mestu, so se ljudje obrnili proti Špancem, jih ubili sedem, mnoge ranili, ostale pa odgnali nazaj v njihove domove. Španci so bili ujeti med dvema asteškima silama, 68 pa jih je bilo živih ujetih. Deset od teh španskih ujetnikov je bilo takoj žrtvovanih v templju, njihove odrezane glave pa so vrgli nazaj Špancem. Drugi so bili tisto noč žrtvovani v Velikem templju, kar je bilo mogoče videti iz španskih taborišč. Žrtvovane Špance so raztrgali, njihove obraze - z nabranimi bradami - zažgali in poslali v zavezniška mesta, da bi prosili za pomoč in svarili pred izdajo zavezništva.
Po padcu Tenochtitlana leta 1521 so dežele, ki so jih nadzorovali Azteki, postale del španskega cesarstva. Vsi templji, vključno s Templo Mayor, so bili opustošeni in oropani vseh predmetov iz zlata in drugih dragocenih materialov. Cortés, ki je ukazal uničiti obstoječo prestolnico, je dal na tem mestu zgraditi mesto v sredozemskem slogu. Bistveni elementi starega azteškega središča, vključno s Templo Mayor, so bili pokopani pod podobno ključnimi značilnostmi novega mesta v današnjem zgodovinskem središču Ciudad de Mexica. Templo Mayor in sveto območje sta bila porušena, na zahodni polovici območja pa je bila zgrajena španska cerkev, kasneje glavna stolnica.

## Orientacija
Fray Toribio de Motolinía, španski frater, ki je kmalu po invaziji prispel v Mehiko, v svojem delu Memoriales piše, da je asteški praznik Tlacaxipehualiztli »potekal, ko je sonce stalo sredi [templja] Huitzilopochtlija, kar je bilo ob enakonočju«. Ta izjava je postala zelo znana, saj je edina doslej znana besedilna referenca, ki izrecno povezuje mezoameriški tempelj z astronomskimi opazovanji. Meritve v Templo Mayor so potrdile verodostojnost tega komentarja. Usmeritev stopnje II, najzgodnejše med arheološko potrjenimi gradbenimi fazami, se razlikuje od tiste, ki jo je sprejela stopnja III in se ohranila v vseh naslednjih fazah. Eden od datumov sončnega zahoda, ki ustreza osi vzhod-zahod poznih faz, vključno z zadnjo, je 4. april, kar je bilo po julijanskem koledarju 16. stoletja enakovredno 25. marcu. Leta 1519 je bil to zadnji dan Tlacaxipehualiztlija, to je točno dan praznika v mesecu. Poleg tega je bil 25. marec, praznik Oznanjenja, v srednjem veku običajno identificiran z spomladanskim enakonočjem. Zato se Motolinía ni skliceval na astronomsko enakonočje (datum, ki bi bil takrat ne-astronomu komaj znan), temveč je le opozoril na povezavo med dnevom festivala Mexica, ki je v zadnjih letih preden je invazija sovpadala s sončnim pojavom v Templo Mayor in datumom v krščanskem koledarju, ki je ustrezal tradicionalnemu dnevu pomladnega enakonočja.

## Simbolika
Po izročilu je Templo Mayor na točno tistem mestu, kjer je bog Huitzilopochtli dal ljudem Mexice znak, da so dosegli obljubljeno deželo: orel na kaktusu nopal s kačo v kljunu.
Templo Mayor je bil delno simbolična predstavitev hriba Coatepec, kjer se je po mitu o Mexici rodil Huitzilopochtli. Huitzilopochtli je prišel iz svoje matere Coatlicue popolnoma odrasel in polno oborožen v bitki s svojo sestro Coyolxauhqui in njenimi brati Centzon Huitznahua, ki sta nameravala ubiti njega in njihovo mater. Huitzilopochtli je zmagal, ubil in razkosal svojo sestro. Njeno telo so nato vrgli na dno hriba. Ker je južna polovica Velikega templja predstavljala Coatepec (na strani, posvečeni Huitzilopochtliju), so ob vznožju te strani templja našli velik kamniti disk z razkosanim telesom Coyolxauhqui. Severna polovica je predstavljala Tonacatepetl, gorski dom Tlaloca.
Sveto igrišče in stojalo za lobanjo sta bila nameščena ob vznožju stopnic dvojnih templjev, da bi posnemala, podobno kot kamniti disk, kamor naj bi Huitzilopochtli položil odrezano glavo boginje. Te lokacije so služile kot kraj za ponovni prikaz mitskega spopada.
Različne ravni templja predstavljajo tudi kozmologijo sveta Aztekov. Najprej je poravnana s kardinalnimi smermi z vrati, ki se povezujejo s cestami, ki vodijo v teh smereh. To označuje kraj, kjer ravnina sveta, v kateri živijo ljudje, seka trinajst ravni nebes, imenovano Topan, in devet ravni podzemlja, imenovano Mictlan.
Arheolog Eduardo Matos Moctezuma v svojem eseju Simbolika Templo Mayor trdi, da orientacija templja kaže na celotno vizijo, ki jo je imela Mexica o vesolju (kozmovizija). Navaja, da je »glavno središče ali popek, kjer se križata vodoravna in navpična ravnina, to je točka, od katere se začneta nebeška ali zgornja ravnina in ravnina podzemlja in izvirajo štiri smeri vesolja, je Templo Mayor Tenochtitlana.« Matos Moctezuma podpira svojo domnevo s trditvijo, da tempelj deluje kot utelešenje živega mita, kjer je »vsa sveta moč skoncentrirana in kjer se vse ravni križajo«. Rečeni mit je rojstvo in boj med Huitzilopochtlijem in Coyolxauhquijem.

## Sveta zemlja in okolica
Sveto zemlja Templo Mayor je bila obdana z obzidjem, imenovanim coatepantli (kačji zid). Med najpomembnejšimi stavbami so bile igrišče za igro z žogo, calmecac (območje za duhovnike) in templji, posvečeni Quetzalcoatlu, Tezcatlipoci in soncu. Templo Mayor je sebe določil na vzhodno stran Svetega predela.
Na straneh Templo Mayor so arheologi izkopali številne palače in povezane objekte. Ena najbolj ohranjenih in najpomembnejših je palača (ali hiša) Orlov bojevnikov. To območje sega v četrto fazo templja, okoli leta 1469. Leta 1981 in ga je leta 1982 izkopal José Francisco Hinojosa. Gre za veliko sobo v obliki črke L s stopnišči, okrašenimi s skulpturami orlovih glav. Za vstop v to glavno sobo je bilo treba iti skozi vhod, ki ga varujeta dve veliki kiparski upodobitvi teh bojevnikov. Orli bojevniki so bili privilegiran razred, ki je bil posvečen bogu Huitzilopochtliju in oblečein tako, da so bili videti kot orli. Ob tej palači je tempelj teh bojevnikov - znan tudi kot Rdeči tempelj. Ta tempelj kaže jasen vpliv Teotihuacana na slikah (večinoma v rdeči barvi) in oblikovanju oltarja. Skoraj vse notranje stene Hiše orlov so okrašene s čudovitimi poslikavami in vsebujejo dolge klopi, ki so tudi pobarvane. Te klopi so sestavljene iz dveh plošč. Zgornji je friz z valovitimi kačami v bas reliefu. Spodnja plošča prikazuje procesije oboroženih bojevnikov, ki se zbližujejo na zacatapayolli, travnati krogli, v katero je Mexici med ritualom samožrtvovanja vtaknili krvave lancete. Ta palača posnema večino sloga požgane palače, ki je v ruševinah Tule.
Na tem območju so našli številne pomembne artefakte, med katerimi sta najpomembnejši dve skoraj enako veliki keramični skulpturi Mictlantecuhtla, boga smrti. Kljub temu, da sta bila najdeni v krhkih kosih, sta bila oba rekonstruirana in sta na ogled v muzeju na kraju samem.
Drugo združeno območje je bilo namenjeno Ozelotovim bojevnikom. Njihov tempelj, posvečen bogu Tezcatlipoci, leži pod sedanjim Museo de la Secretaría de Hacienda y Crédito Público južno od Templo Mayor.
Calmecac je bila dvorana za duhovnike in šola za bodoče duhovnike, upravnike in politike, kjer so študirali teologijo, literaturo, zgodovino in astronomijo. Njegova natančna lokacija je na eni strani današnje ulice Donceles. Tempelj Quetzalcoatla je bil zahodno od Templo Mayor. Rečeno je, da je med enakonočjem sonce vzhajalo med svetišči, posvečenimi Huitzilopochtliju in Tlalocu, in sijalo neposredno na ta tempelj. Zaradi božje kačaste narave je imel tempelj okroglo podlago namesto pravokotne.
Igrišče, imenovano tlachtli ali teutlachtli, je bilo podobno številnim svetim igriščem v Mezoamerici. Igre so igrali bosi, igralci pa so s boki premikali težko žogo na kamnite obroče. Polje je bilo zahodno od Templo Mayor, v bližini dvojnega stopnišča in je bilo usmerjeno vzhod-zahod. Zraven tega igrišča je bil huey tzompanti, kjer so bile pokrite s štukaturo in okrašene lobanje žrtev žrtvovanja.
Tempelj Sonca je bil tudi zahodno od Templo Mayor in njegovi ostanki ležijo pod metropolitansko stolnico. Projekt utrjevanja stolnice ob koncu 20. stoletja in v začetku 21. je razkril številne artefakte.

## Daritve
Večina predmetov, najdenih v Templo Mayor, so bile daritve. Čeprav so mnogi oblikovani  slogu Mexicov, obstajajo tudi številni predmeti drugih ljudstev, ki so jih prinesli kot poklon ali s trgovino. Skulpture, noži iz kremena, posode, kroglice in drugi razkošni okraski - pa tudi minerali, rastline in živali vseh vrst ter ostanki človeških žrtev - so bili med predmeti, shranjenimi v daritvah. Vse to je v daritvi opravljalo določeno funkcijo, odvisno od simbolike vsakega predmeta. Pri izkopavanjih pri Templo Mayor so našli različne vrste daritev, ki so jih raziskovalci razvrstili glede na čas (obdobje, v katerem je bila daritev odložena); Prostor (lokacija daritve znotraj strukture); Posoda (vrsta in mere posode, ki vsebuje predmete); notranja distribucija (umestitev predmetov v daritev) in vrednost predmetov. Daritve so bile običajno v votlinah, v kamnitih žarah in v škatlah iz plošč. Te so našli pod tlemi; na ploščadih, arhitekturnih telesih, stopniščih in v templjih. Te daritve so spremljali zapleteni rituali po določenih časovnih, prostorskih in simbolnih vzorcih, odvisno od namena daritve.
Najstarejša predmeta ki sta bila v drugem templju, sta dve žari, ki sta vsebovali ostanke sežganih kosti; ena žara je bila iz obsidiana, druga pa iz alabastra. V eni žari so našli majhno srebrno masko in zlati zvon, v drugi pa drug zlati zvonček in dve zeleni kamniti kroglici.
Podobe bogov Huehueteotl-Xiuhtecuhtli so skupaj s Tlalocom vodile večino daritev, najdenih v Templo Mayor. Ta par božanstev, ki predstavljata ogenj oziroma vodo, je verjetno simboliziral koncept goreče vode, metaforo za vojskovanje.
Druga tema, razstavljena v tej dvorani, je samožrtvovanje, ritual, ki je bil izveden zasebno kot osebno dejanje komunikacije z bogovi. Ta praksa, ki je bila razširjena po celotni populaciji, se je izvajala s perforiranjem nekaterih mesnatih delov telesa - na primer ušesnih mešičkov, ustnic, jezika, prsnega koša, teleta itd. - z obsidianovimi rezili, iglami iz agave ali perforatorji iz kosti. Ko je bil pripomoček prekrit s krvjo, so ga vstavili v slamnate kroglice, imenovane Zacatapayoli. Celota je bila verjetno postavljena v slovesne škatle – tepetlacalli - kot daritev bogovom. Predmeti, povezani s človeškim žrtvovanjem, so rezila za obraz ali noži, okrašeni z očmi in zobmi, pa tudi maske lobanje. Drugi obredni predmeti so glasbila, nakit in žare za kurjenje copala, smole  vrste dreves rodu Burseraceae, ki je endemična za Mehiko in Srednjo Ameriko.

## Muzej
Muzej Templo Mayor je bil zgrajen leta 1987 za namestitev Projekta Templo Mayor in njegovih najdb - projekta, ki nadaljuje delo do danes. Leta 1991 je bil program urbane arheologije vključen kot del Projekta Templo Mayor, katerega poslanstvo je izkopati najstarejše območje mesta, okoli glavnega trga. Zgradbo muzeja je oblikoval arhitekt Pedro Ramírez Vázquez, ki si je zamislil diskretno strukturo, ki bi se zlila s kolonialno okolico. Muzej ima štiri nadstropja, od katerih so tri za stalne razstave, v četrtem pa pisarne za direktorja, muzejsko upravo in raziskovalno osebje. Drugi oddelki so v kleti, kjer je tudi avditorij.
Muzej ima osem glavnih razstavnih dvoran, od katerih je vsaka posvečena drugačni temi. Soba 1 je posvečena boginjama Coatlicue in Coyolxauhqui, materi in sestri Huitzlipochtlija. Tu so prikazane prve najdbe, povezane s templjem, od prvih poskusnih najdb v 19. stoletju do odkritja ogromnega kamnitega diska Coyolxauhqui, ki je sprožil Projekt Templo Mayor.
Soba 2 je posvečena konceptu rituala in žrtvovanja v Tenochtitlanu. Ta soba vsebuje žare, kjer so bili pokopani dostojanstveniki, pogrebne daritve, pa tudi predmete, povezane s žrtvovanjem sebe in ljudi - na primer glasbila, nože in lobanje.
Soba 3 prikazuje gospodarstvo Azteškega imperija v obliki poklona in trgovine s primeri končnih izdelkov in surovin iz mnogih delov Mezoamerike. Soba 4 je posvečena bogu Huitzilopochtliju. Njegovo svetišče pri templju je bilo najpomembnejše in največje. Ta soba vsebuje različne njegove podobe in daritve. Tu sta tudi dva velika keramična kipa boga Mictlantecuhtlija, ki sta bila najdena v Hiši orlovih bojevnikov, posvečenih Huitzilopochtliju.
Soba 5 je posvečena Tlalocu, drugemu glavnemu božanstvu Aztekov in enemu najstarejših v Mezoameriki. Ta soba vsebuje različne podobe boga, ki je običajno deloval v zelenem ali vulkanskem kamnu ali v keramiki. Najbolj cenjeno delo je velik lonec z božjim obrazom v visokem reliefu, ki še vedno ohranja veliko prvotne modre barve. Soba 6 je v tem času posvečena flori in favni Mezoamerike, saj je večina vsebovala božanske vidike za Azteke. Tudi mnoge daritve, ki so jih našli pri Templo Mayor, so bile ali so bile narejene iz različnih rastlin in živali. Soba 7, povezana s sobo 6, vsebuje eksponate tedanje kmetijske tehnologije, zlasti pri pridelavi koruze in gradnji chinampas, tako imenovanih plavajočih vrtov. Zadnja soba je soba 8, ki je posvečena arheologiji in zgodovini najdišča.